# Araripelepidotes
Araripelepidotes is een geslacht van uitgestorven semionotiforme straalvinnige beenvissen.

## Habitat
Araripelepidotes was waarschijnlijk endemisch in het Araripe-bekken en werd vaak aangetroffen in de Santana-formatie en zeldzaam in de Crato-formatie, meestal in carbonaatconcreties, maar ongewoon in gelamineerde kalksteen.

## Taxonomische geschiedenis
De typesoort Araripelepidotes temnurus werd vroeger geplaatst in het geslacht Lepidotes, totdat het in 1990 naar het nieuwe geslacht werd verplaatst.

## Paleo-ecologie
Araripelepidotes was waarschijnlijk een tandeloze zuigvoeder, vanwege de ontwikkeling van zijn mobiele bovenkaak en de aanwezigheid van een interoperculum en zou hebben geleefd in estuariene- en zoetwateromgevingen. Het is de enige semionotide die bekend is uit het Araripe-bekken, met uitzondering van Lepidotes wenzae.